# 8875 Ферні
8875 Ферні (8875 Fernie) — астероїд головного поясу, відкритий 22 жовтня 1992 року.
Тіссеранів параметр щодо Юпітера — 3,546.